# Didier Burkhalter
Didier Burkhalter (Neuchâtel, 17 april 1960) is een Zwitsers politicus voor de Vrijzinnig-Democratische Partij.De Liberalen (FDP/PLR) uit het kanton Neuchâtel. Van 1 november 2009 tot 31 oktober 2017 maakte hij deel uit van de Bondsraad. In 2014 was hij bondspresident van Zwitserland.

## Biografie
Didier Burkhalter studeerde economische wetenschappen
Van 1990 tot 2001 was hij lid van de Grote Raad van Neuchâtel, het kantonnale parlement. Van 2003 tot 2007 was hij lid van de Nationale Raad van Zwitserland. Daarna was hij tot zijn aantreden als lid van de Bondsraad lid van de Kantonsraad.
In 2009 volgde Burkhalter Pascal Couchepin op in de Bondsraad. Tot 2011 was hij chef van het Departement van Binnenlandse Zaken en daarna van het Departement van Buitenlandse Zaken. In 2017 werd zijn plaats en functie in de Bondsraad overgenomen door Ignazio Cassis.